# Сталь, Егор Фёдорович
Егор Фёдорович (Георг Иоганн) Сталь (1777—1862) — российский командир эпохи наполеоновских войн, генерал-майор Русской императорской армии.

## Биография
Родился 28 октября 1777 года в дворянской семье. В семилетнем возрасте был записан на воинскую службу в лейб-гвардии Конный полк вице-вахмистром.
В 1792—1794 годах на судах военно-морского флота «Прохор», «Саратов», «Петр» служил добровольцем в чине мичмана.
1 января 1796 года был зачислен капитаном в 12-й гренадерский Астраханский полк. Дослужившись до чина подполковника, был в отставке в 1802—1803 годах.
Принимал участие в войнах третьей и четвёртой антинаполеоновских коалиций.
12 декабря 1807 года переведен во 2-й лейб-гусарский Павлоградский полк. 13 августа 1811 года произведен в полковники.

После вторжения Наполеона в Россию принимал участие в Отечественной войне 1812 года, сражался в бою под Кобрином, битве под Городечной, а за баталию под м. Выжвою был награждён 22 ноября 1812 года орденом Святого Георгия 4-го класса № 1101 
В воздаяние ревностной службы и отличия, оказанного в кампанию против французских войск 1812 года, а особенно в сражениях 27 июля, 11, 12 и 13 августа, где отличался благоразумными распоряжениями, храбростию и мужеством, нанося значительный урон неприятелю.
Затем сражался с французами близ Брест-Литовска, Слонима и на реке Березине. Принимал участие в заграничном походе русской армии, за заслуги в котором 15 сентября 1813 года произведен был в генерал-майоры.
После войны, 25 декабря 1815 года, состоял при начальнике 4-й драгунской дивизии. 17 февраля 1816 года получил почётную отставку по состоянию здоровья. 
Умер 11 апреля 1862 года.

## Семья
Жена — Амалия Юлиана фон Лилиенфельд (1801—1861). В браке имели детей:
- Элизабет Кристина (1819—1891)
- Амалия София Аделаида (1820—1910), муж — Юстус Николаус Рипке, обер-пастор кирхи святого Николая в Ревеле.
- Егор (1822—1907), дипломат.
- Отто Виктор (1824—1907), майор.
- Николай (Николаус Александр) (1828—1906), помощник представительства Следственной комиссии Царства Польского.
- Элизабет Елена (1834—?), фрейлина великой княгини Елены Павловны. По красоте своей была украшением Михайловского дворца. Будучи удаленной от двора, она пустилась во всякие каверзы, интриги и клеветы. Не добившись ничего, уехала за границу, где вышла замуж за француза, Огюста-Анри Блан де Ланотта, графа д`Отрив (1843—1893), с которым потом разошлась. Он был дипломатом, состоял капитаном кавалерии и перевел повесть Л. Н. Толстого «Katia (Семейное счастие)» на французский язык (1886).
- Карл Рудольф (1842—1925).